# Senecio subarnicoides
Senecio subarnicoides là một loài thực vật có hoa trong họ Cúc. Loài này được Cabrera miêu tả khoa học đầu tiên năm 1957.